# Edison (nome)
Edison  è un nome proprio di persona inglese maschile, usato anche in albanese, in portoghese brasiliano e in spagnolo latinoamericano.

## Varianti
- Spagnolo: Édison[1]

## Origine e diffusione
Riprende il cognome inglese Edison, portato tra gli altri dal celebre inventore statunitense Thomas Edison; etimologicamente, il cognome è un patronimico, che vuol dire "figlio di Eda" (Eda è un ipocoristico medievale di Edith) oppure "figlio di Adam".

## Onomastico
Il nome è adespota, ossia privo di santo patrono; l'onomastico può essere eventualmente festeggiato il 1º novembre, festa di Ognissanti.

## Persone
- Edison Azcona, calciatore dominicano
- Edison Chen, attore e cantante cinese
- Edison Denisov, compositore russo
- Edison Mafla, calciatore colombiano
- Edison Ndreca, calciatore albanese
- Edison Rijna, politico olandese
- Edison Suárez, calciatore uruguaiano

### Variante Édison
- Édison Flores, calciatore peruviano
- Édison Méndez, calciatore ecuadoriano
- Édison Vega, calciatore ecuadoriano